# Traité de Dara
Le traité de Dara, connu également sous le nom de paix de Cinquante Ans, est un traité de paix conclu en 562 entre l'Empire byzantin (Empire romain d'Orient) et l'Empire sassanide (Empire perse), à la ville frontière de Dara, qui se trouve aujourd'hui dans le sud de l'actuelle Turquie. Ce traité, fruit de négociations entre Pierre le Patrice, représentant de l'empereur byzantin Justinien Ier et Izadgushasp, représentant du roi sassanide Khosro Ier, met fin à une guerre de 20 ans (appelée guerre lazique) entre les deux puissances dans la région de Transcauscasie, appelée le royaume de Lazique
À la suite de ce traité, les Sassanides acceptent d'évacuer le Lazique, mais le statut de la région frontalière de Svanétie reste flou, ce qui sera source de désaccords entre les deux puissances par la suite. Les Sassanides recevaient une subvention annuelle de 30 000 solidus, dont les sept premières années sont payables immédiatement. La population chrétienne de l'Empire sassanide reçoit la garantie de pouvoir pratiquer librement sa religion. Le traité de paix était prévu pour durer 50 ans, mais il expire à peine 10 ans plus tard en 572, lorsque les deux empires entrent à nouveau en guerre.